# ジュール・ラヴィロット
ジュール・ラヴィロット（Jules Lavirotte、1864年3月25日 - 1928年）は、フランスの建築家。エクトール・ギマールに次いでフランスのアール・ヌーヴォーの建築家として活躍した。
エコール・デ・ボザールで、ポール・ブロンデルアトリエ出身、1889年に建てられたパリ7区セティヨ街 (fr) の邸宅（現在のリセ・イタリアン・レオナルド・ダビンチ, fr）で新様式を試みる。基本どおりの様式構成からうねる張り出し窓や卵形の軒窓、門柱の柱頭など装飾化の方向へと向かう。
| ジュール・ラヴィロット作「イムーブル・ラヴィロット (ラヴィロットの居住建物)」(L'immeuble art nouveau de Jules Lavirotte.) |  | ジュール・ラヴィロット作「イムーブル・ラヴィロット (ラヴィロットの居住建物)」(L'immeuble art nouveau de Jules Lavirotte.) |  | ジュール・ラヴィロット作「イムーブル・ラヴィロット (ラヴィロットの居住建物)」(L'immeuble art nouveau de Jules Lavirotte.) |
| ジュール・ラヴィロット作「イムーブル・ラヴィロット (ラヴィロットの居住建物)」(L'immeuble art nouveau de Jules Lavirotte.) |  | |  | |

翌年設計した同7区ラップ街 (fr) のアパート (Immeuble Lavirotte) ではより幻想的な世界を作り出し、サルバドール・ダリに「欲望の実現」と評された。